# Neolcella humeralis
Neolcella humeralis är en tvåvingeart som beskrevs av Cherian 1996. Neolcella humeralis ingår i släktet Neolcella och familjen fritflugor. Inga underarter finns listade i Catalogue of Life.